# Amulet (televisieserie)
Amulet was een Nederlandse televisieserie van de KRO die werd uitgezonden tussen 1966 en 1967. Annet van Battum schreef het scenario en de hoofdrollen waren voor Ida Bons, Tom van Beek en Jos Bergman.

## Verhaal
De serie speelt zich af in het dorpje Nederhamelen. Wiesje Avercamp komt net terug uit Londen en wil het kasteel bezoeken waar haar moeder geboren is. Het kasteel is echter gesloten en het lijkt erop dat haar oom Jeroen er niet meer woont. Ze gaat naar het dorp en ziet een winkel met de naam "Jeroens magazijn". Het blijkt dat Jeroen hier werkt, maar hij is erg onvriendelijk tegenover Wiesje. Toch mag ze bij hem logeren, maar op voorwaarde dat ze hem helpt in de winkel.
Van scharenslijper Rafaello krijgt Wiesje op een dag een prachtig amulet. Ze ontdekt dat de amulet magische krachten heeft.

## Rolverdeling
- Ida Bons - Wiesje Avercamp
- Tom van Beek - Jeroen, baron van Nederhamelen
- Jos Bergman - Valentijn Nozemans
- Els Bouwman - Vrouw Nozemans
- Tonnie Verwey - Rafaello
- Katenka van der Werff - Monica
- Han König - De Chef
- Jack Horn - De Kleine
- Elly Evenema - Wiesjes moeder
- Henk Emmelot - Veilingmeester
- Jan Fortuné - Schout
- Ted van Ammers - Postbode
- Lea Mol - Vrouw
- Henk Meijers - Man

## Trivia
- Hoofdrolspelers Ida Bons en Tom van Beek speelden later ook in de serie Kunt u mij de weg naar Hamelen vertellen, mijnheer?.